# Nediam Vargas
Nediam Vargas Arteaga (* 5. September 1994) ist eine venezolanische Sprinterin.

## Sportliche Laufbahn
Erstmals bei einer internationalen Meisterschaft, trat Nediam Vargas an den Jugendweltmeisterschaften in Lille teil und schied dort über 100 Meter im Vorlauf aus. 2014 nahm sie mit der venezolanischen 4-mal-100-Meter-Staffel an den IAAF World Relays 2014 auf den Bahamas teil und schied dort in den Vorläufen aus. Bei den U23-Südamerikameisterschaften in Montevideo belegte sie über 100 und 200 Meter den Vierten Platz und gewann Silber mit der Staffel. Daraufhin nahm sie an den Zentralamerika- und Karibikspielen in Xalapa teil, gewann dort Gold mit der Staffel und Silber über 100 Meter und belegte über 200 Meter den sechsten Platz.   
2015 belegte sie bei den IAAF World Relays 2015 den dritten Platz im B-Finale und schied in der 4-mal-400-Meter-Staffel im Vorlauf aus. Bei den Südamerikameisterschaften in Lima gewann sie Gold über 100 Meter und mit der venezolanischen Staffel sowie Bronze über 200 Meter. Bei den Panamerikanischen Spielen in Toronto schied sie in beiden Sprints im Vorlauf aus und konnte sich mit der Staffel auf dem fünften Platz klassieren. Als amtierende Kontinentalmeisterin erhielt sie ein Freilos für die Weltmeisterschaften in Peking und schied dort bereits in der Vorrunde über 100 Meter aus.
2017 nahm sie an den Südamerikameisterschaften in Luque teil und gewann dort über 200 Meter die Bronzemedaille. Über 100 Meter belegte sie Platz fünf und schied mit der Staffel im Finale aus. Bei den Weltmeisterschaften in London nahm sie über 200 Meter teil und schied dort bereits in der Vorrunde aus. Im November gewann sie bei den Juegos Bolivarianos in Santa Marta mit der venezolanischen Staffel die Goldmedaille.

## Persönliche Bestzeiten
- 100 m: 11,35 s (+0,5 m/s), 3. Juni 2017 in Salamanca
- 200 m: 23,07 s (+0,2 m/s), 17. Juni 2017 in Ciudad Real